# Modimolle (Gemeinde)

Gemeindegebiet bis 2016

Wappen der Gemeinde

Die Gemeinde (Local Municipality) Modimolle war Teil des Distrikts Waterberg, Provinz Limpopo in Südafrika. Auf einer Fläche von 6227 km² lebten 68.513 Einwohner (Stand 2011). Sitz der Gemeindeverwaltung war die Stadt Modimolle, die zugleich die Hauptstadt des Distriktes Waterberg ist. Kgaretja Elizabeth Lekalakala war die letzte Bürgermeisterin.
2016 wurde die Gemeinde Teil der neugegründeten Gemeinde Modimolle-Mookgophong.
Der Wahlspruch der Gemeinde lautete: Unity Understanding and Success, „Einheit, Verständnis und Erfolg“.